# Кубланово
Кубланово — деревня в Невельском районе Псковской области России. Входит в состав сельского поселения «Ивановская волость».
Расположена на дороге Невель — Великие Луки в 4 км к востоку от Невеля и 6 км к югу от волостного центра, деревни Иваново. В 1 км к северу от деревни озеро Воротно.

## Население
Численность населения деревни на конец 2000 года составляла 3 жителя.